# Anapo
(Ovidio, Fasti IV, 469)
L'Anapo (in greco antico: Άναπος?) è un fiume della Sicilia orientale, che scorre in provincia di Siracusa.

## Nome
Il nome, in greco antico, significa invisibile e deriva dal fatto che in molti punti del suo percorso l'Anapo s'ingrotta nel sottosuolo, scomparendo alla vista. Ad esso è associato il mito greco di Anapo.

## Storia e geografia

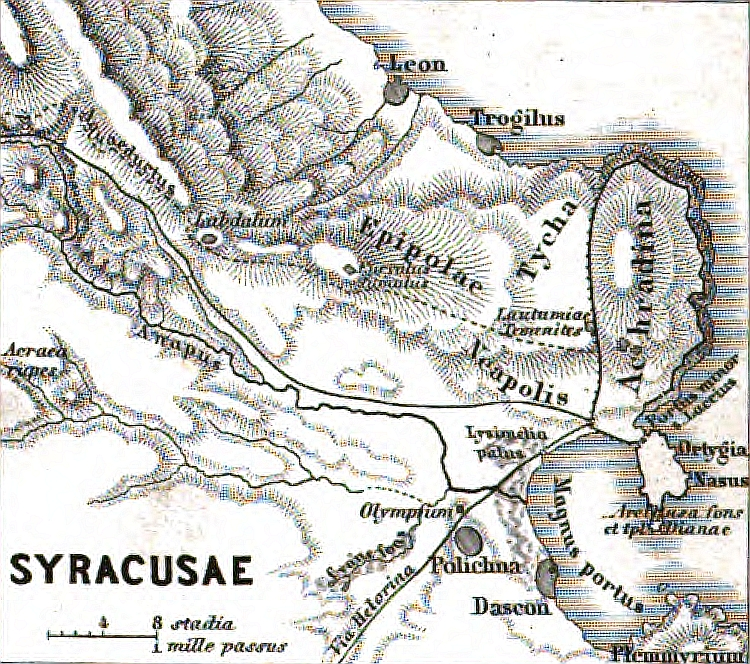
Un'antica mappa raffigurante i luoghi di Siracusa; la linea con accanto la scritta "Anapus" indica il fiume Anapo diretto verso il mare

Il fiume Anapo nasce nel territorio di Buccheri, dalle sorgenti di Guffari e dalla grotta dell'acqua, sul Monte Lauro, la cima più alta dei Monti Iblei (986 m s.l.m.). Lungo il suo percorso attraversa le gole di Pantalica e tutta la suggestiva vallata che dal fiume prende il nome, scende poi per l'irrigua pianura di Siracusa, attraversa il Pantano Grande, ora prosciugato, e si versa nelle acque del Porto Grande di Siracusa a fianco del Ciane – breve fiume che, alimentato da una fonte della stessa acqua dell'Anapo, è conosciuto in tutto il mondo per la pianta di papiro che qui cresce spontaneamente lungo le sponde – e del Mammaiabica.
Le sue acque sono state sfruttate sin dall'epoca greca per alimentare l'acquedotto di Siracusa, grazie alla costruzione dell'acquedotto Galermi, opera scavata nella roccia viva e lunga circa 22 km. Grazie alla sua costruzione la città poté avere già da allora, garantita una ottima quantità di acqua. Anche oggi le acque dell'Anapo vengono sfruttate dall'acquedotto cittadino e nelle campagne circostanti per irrigazione. Infine nei pressi di Solarino, in territorio di Priolo Gargallo, è attualmente presente una centrale idroelettrica che ne sfrutta (tramite due bacini di contenimento) l'energia cinetica delle acque per produrre energia elettrica.
Oggi la Valle dell'Anapo, già zona di interesse naturalistico, ospita un progetto del Corpo Forestale della Regione Siciliana che mira alla creazione di una riserva biogenetica.

## Il fiume Anapo nella letteratura
Nel 1626 Pietro Della Valle visita il fiume, anche se erra nel chiamarlo Alfeo, fornendo una delle prime descrizioni:
Il fiume Anapo, è stato citato anche nella letteratura, per esempio lo scrittore siciliano Giuseppe Antonio Borgese su di esso scrisse: 
(Borgese)
Anche molti poeti e storici antichi hanno decantato il fiume Anapo: Tucidide, Plutarco, Livio, Claudio Eliano, Silio Italico e Ovidio che narra del mito di Anapo a Ciane, un racconto che ha come finale l'amore fra gli elementi della natura, narrato anche da Gabriele D'Annunzio nelle Laudi.

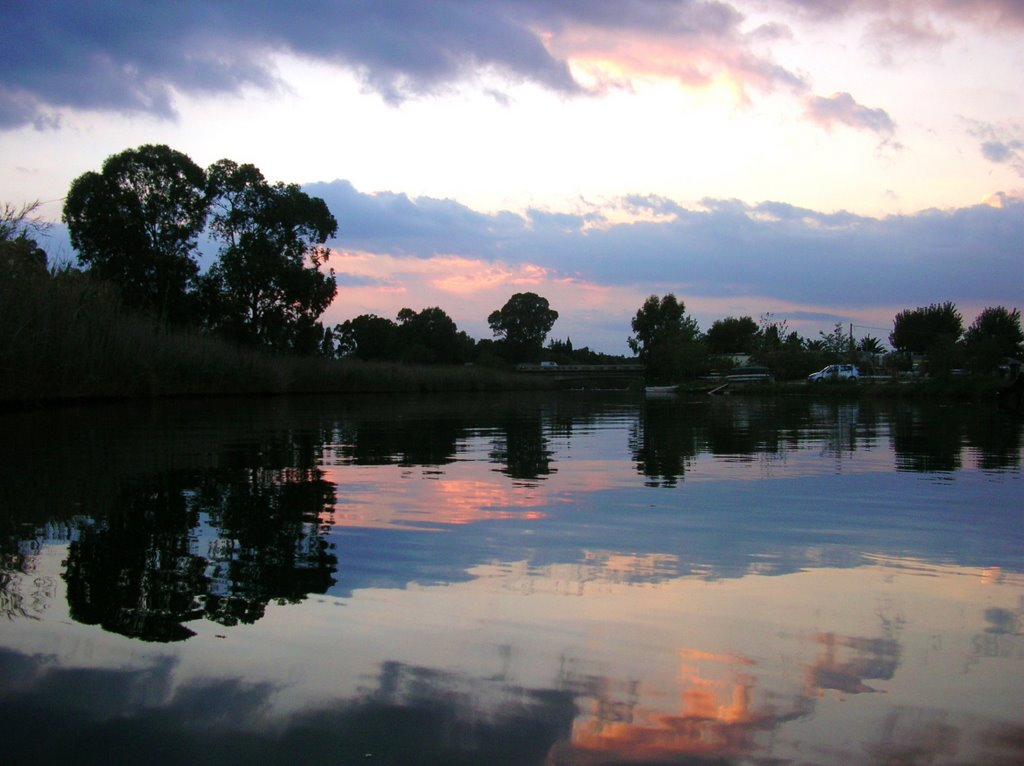
Il fiume Anapo

Salvatore Quasimodo dedica al fiume la poesia L'Anapo:
Alle sponde odo l'acqua colomba,
Anapo mio; nella memoria geme
al suo cordoglio
uno stormire altissimo.
Sale soavemente a riva,
dopo il gioco coi numi,
un corpo adolescente:
mutevole ha il volto,
su una tibia al moto della luce
rigonfia un grumo vegetale.
Chino ai profondi lieviti
ripartisce ogni fase,
ha in sé la morte in nuziale germe.
- Che hai tu fatto delle maree del sangue,
Signore? - Ciclo di ritorni
vano sulla sua carne,
la notte e il flutto delle stelle.
Ride umano sterile sostanza.
In fresco oblio disceso
nel buio d'erbe giace:
l'amata è un'ombra e origlia
nella sua costola.
Mansueti animali,
le pupille d'aria,
bevono in sogno.
Maupassant visitando Siracusa nel 1885 percorre il fiume Anapo:
(Guy de Maupassant, Viaggio in Sicilia)

## Galleria d'immagini

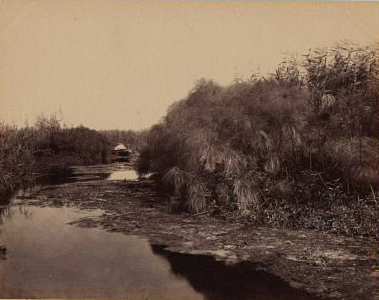
Turismo sull'Anapo a fine Ottocento.
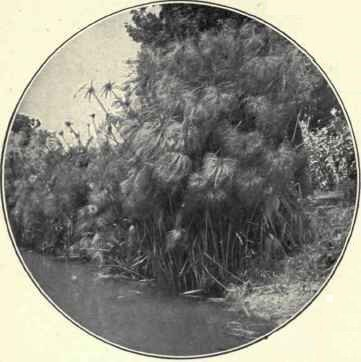
Papiri sull'Anapo (1901).
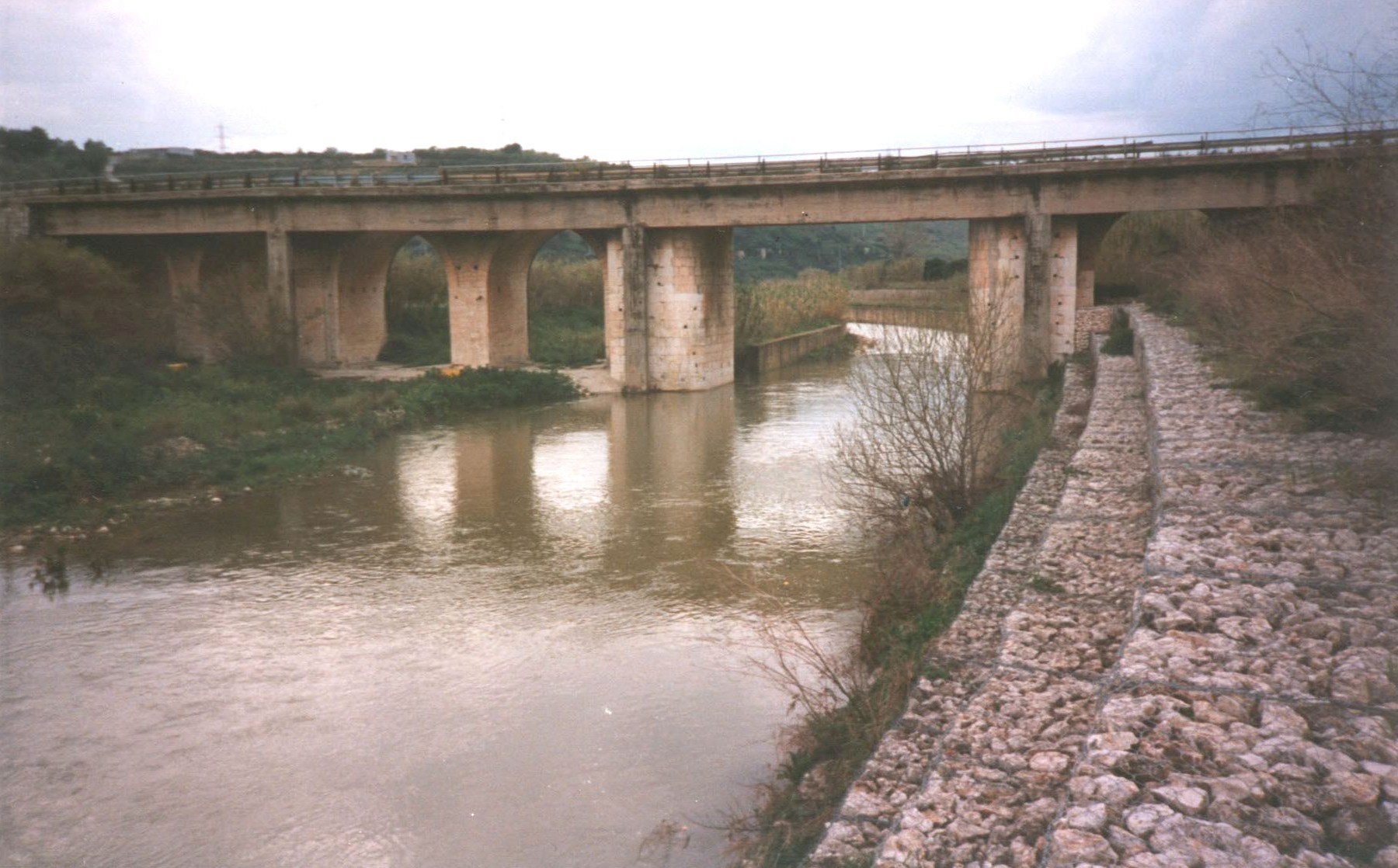
Il Ponte Diddino tra Solarino e Floridia.
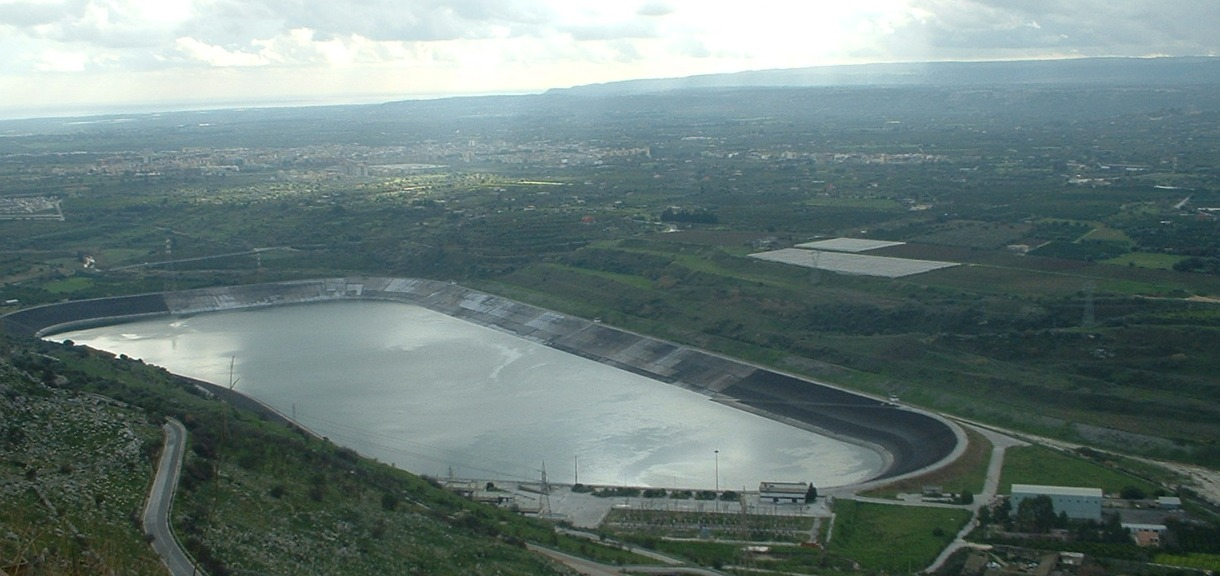
Il bacino inferiore della Centrale Anapo, nei pressi di Solarino
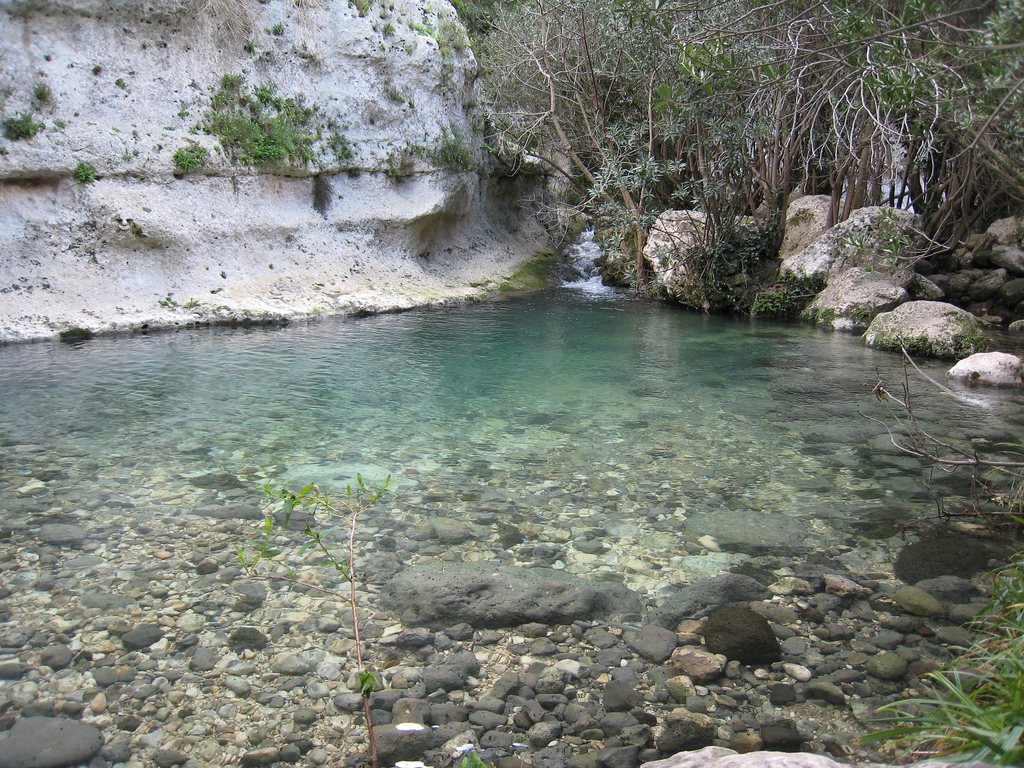
Il fiume Anapo nella Riserva naturale orientata Pantalica, Valle dell'Anapo e Torrente Cava Grande